# Psychrophrynella saltator
Psychrophrynella saltator är en groddjursart som först beskrevs av De la Riva, Reichle och Bosch in De la Riva 2007.  Psychrophrynella saltator ingår i släktet Psychrophrynella och familjen Strabomantidae. IUCN kategoriserar arten globalt som akut hotad. Inga underarter finns listade i Catalogue of Life.